# Siegfried Spielmann
Siegfried Spielmann (* 7. Oktober 1921 in Düsseldorf; † 21. April 1999 ebenda) war ein deutscher Karambolagespieler in der Disziplinen Cadre, Freien Partie und Dreiband. Er war Vizeweltmeister und vielfacher Deutscher Meister.

## Karriere
Seine erste Deutsche Meisterschaft spielte er im April 1947 im Cadre 45/2 in Hamburg. Als 25-jähriger Nachwuchsspieler belegte er auf Anhieb einen sehr guten vierten Platz hinter den Ex-Weltmeistern August Tiedtke und Walter Lütgehetmann die Platz eins und zwei belegten. Schon hier wurde von den etablierten Gegnern sein großes Talent erkannt. Nach Platz zwei im folgenden Jahr hinter Lütgehetmann konnte er bereits bei seiner dritten Teilnahme im Oktober 1949 in Köln seinen ersten Meistertitel feiern, dem er im nächsten Jahr in Rheydt Nummer zwei folgen ließ.
Durch die Folgen des Zweiten Weltkriegs waren deutsche Spieler bei internationalen Meisterschaften noch nicht zugelassen. Somit dauerte es bis zum Dezember 1952, bis er an seiner ersten Europameisterschaft in Marseille teilnehmen durfte. Bei der Europameisterschaft in der Freien Partie belegte er den 7. Platz. Die Freie Partie sollte international seine erfolgreichste Disziplin werden. Er gewann hierbei insgesamt fünf Medaillen.
Seine erste Weltmeisterschaft spielte Siegfried Spielmann im spanischen Vigo. Hier belegte er in der Freien Partie auf Anhieb den 4. Platz. Seine beiden WM-Medaillen gewann er im Januar 1962 in Düsseldorf im Cadre 47/2 und im März 1966 in Duisburg im Cadre 71/2.
Dafür stellte er viele deutsche Rekorde auf. Da die prolongierte Höchstserie heute nicht mehr gezählt wird hält er heute noch den Serienrekord in der Freien Partie mit 1984 Punkten. In den 1950er und Anfang der 1960er Jahre verbesserte er fast alle Rekorde seiner Vorgänger. Erst als der Berliner Dieter Müller und der Bochumer Klaus Hose die deutsche Billardszene beherrschten wurden seine Rekorde gebrochen. Sein Dreiband-Serienrekord bei den Deutschen Meisterschaften von 15 Punkten hielt 62 Jahre. Aufgestellt hatte Spielmann ihn 1954 in Nürnberg, gebrochen wurde er erst bei der DM 2016 in Bad Windungen von Ronny Lindemann mit 16 Punkten.
Auch als Billardtrainer machte er sich einen Namen. Unter anderem bildete er den späteren Europameister Thomas Wildförster aus. Er leitete auch ein Billardzentrum in Düsseldorf, in dem der in den sechziger und siebziger Jahren sehr erfolgreiche Billardclub Düsseldorfer Bfr. 54 seine Heimat hatte. Der Club gewann in der Saison 1959/60 den Coupe d’Europe, es sollte sein einziger internationaler Titel bleiben, und wurde zwischen 1970 und 1978 fünfmal Bundesliga-Meister. Siegfried Spielmann war bei allen Titeln als Spieler dabei.
Am 20. Dezember 1971 erhielt Siegfried Spielmann, kurz nach seinem 50. Geburtstag, das silberne Lorbeerblatt. Das ist für Sportler die höchste Auszeichnung in der Bundesrepublik Deutschland. Im Jahr 1988 wurde er Ehrenmitglied des Deutschen Billard-Bundes. Schon im Jahr darauf folgte die Ehrenmitgliedschaft des europäischen Billardverbandes, der Confédération Européenne de Billard (CEB). In Billardkreisen war Spielmann aufgrund seines rheinischen Humors sehr beliebt. Sein Spitzname war Der Dicke. Im Jahr 1999 starb Siegfried Spielmann 78-jährig.

## Erfolge
- Deutsche Dreiband-Meisterschaft:  1967
- Deutscher Meister Cadre 47/2(45/2):  1949, 1950, 1962, 1963, 1964, 1966, 1967, 1969, 1970, 1971
- Deutscher Meister Cadre 47/1:  1968, 1969
- Deutscher Meister Cadre 71/2:  1960, 1965, 1966, 1969
- Deutscher Meister Fünfkampf:  1965, 1969
- Deutscher Meister Freie Partie:  1957, 1959, 1962, 1964
- Weltmeisterschaft Cadre-47/2-WM:  1962
- Weltmeisterschaft Cadre-71/2-WM:  1966
- Cadre-47/2-Europameisterschaft:  1959
- Cadre-71/2-Europameisterschaft:  1965  1959
- Freie-Partie-Europameisterschaft:  1955, 1956  1959, 1961, 1970

- Fünfkampf-Europameisterschaften für Nationalmannschaften:  1971, 1975  1976
- Coupe d’Europe:  1960